# Samurai Shodown (videojuego de 1993)
Samurai Shodown, conocido en Japón como Samurai Spirits, (サムライスピリッツ Samurai Supirittsu?, o Samu Supi para abreviar) es un videojuego de lucha competitivo desarrollado y publicado por SNK para Neo Geo. Lanzado en 1993, es la primera entrega de la serie Samurai Shodown. A diferencia de otros juegos de lucha de la época, ambientados en los tiempos modernos y centrados principalmente en el combate cuerpo a cuerpo, Samurai Shodown está ambientado en el Japón de la era feudal (similar al juego Shogun Warriors de Kaneko, que se lanzó el año anterior) y fue el primer juego de lucha arcade de SNK que se centró principalmente en el combate basado en armas.
Samurai Shodown fue un éxito comercial, convirtiéndose en el sexto juego de arcade de 1993 más taquillero de Japón y uno de los cinco juegos de conversión arcade más taquilleros de Estados Unidos en 1994. También fue aclamado por la crítica, ganando varios premios de Juego del año de Gamest, Electronic Gaming Monthly y la Feria Europea de Informática.

## Jugabilidad
El juego está ambientado a finales del siglo XVIII y todos los personajes empuñan armas. El juego utiliza música de la época, con sonidos de instrumentos tradicionales japoneses, como el shakuhachi y el shamisen. Una versión refinada del zoom de la cámara que se encontró por primera vez en Art of Fighting se usa en Samurai Shodown. El juego incluye la representación de la sangre.
El juego se hizo famoso por su ritmo rápido. Centrándose más en golpes rápidos y poderosos que en combos, se agregó la cámara lenta para intensificar el daño infligido por golpes fuertes. Durante un partido, un árbitro sostiene banderas que representan a cada jugador (el jugador 1 es blanco; el jugador 2 es rojo). Cuando un jugador conecta un golpe exitoso, el árbitro levanta la bandera correspondiente, indicando quién asestó el golpe.
De vez en cuando, un repartidor aparece en el fondo y arroja elementos como bombas o pollo que restaura la salud, lo que puede cambiar el resultado.

## Trama
Shiro Tokisada Amakusa, asesinado en Japón en 1638 por las fuerzas del shogunato Tokugawa por su participación en la Rebelión de Shimabara, resucitó en 1787  como un akuma de hacer un trato con el dios oscuro Ambrosia al traer la entidad malvada al mundo usando la piedra Palenke y su energía. Impulsado por el odio hacia el shogunato y con una veta nihilista hacia el mundo, desata sus poderes oscuros para llevar el caos a toda la existencia en 1788. Una variedad de guerreros, algunos históricos, otros ficticios, convergen en el fuente del caos, cada uno impulsado por sus propias razones.

## Desarrollo
Lo que se convirtió en Samurai Shodown evolucionó a partir de lo que originalmente se planeó como beat 'em up tradicional de desplazamiento lateral con monstruos como los héroes oscuros (similar a Night Slashers de Data East); sin embargo, después de considerar lo que se vendería a una audiencia global, el creador y director de la serie, Yasushi Adachi, decidió que un juego de lucha con personajes claramente japoneses, como samuráis y ninjas, sería mejor. El único remanente del concepto original fue Genan Shiranui, la criatura jorobada con manos en forma de garra que se inspiró en la fascinación de Adachi con Edward Scissorhands de Tim Burton.
El equipo de programación de Samurai Shodown estaba formado por una combinación de programadores veteranos de SNK y antiguos empleados de Capcom.
La idea de deletrear el título en inglés "Shodown" en lugar de "Showdown" provino del distribuidor estadounidense de SNK: Sintieron que el título en japonés "Samurai Spirits" no explicaba adecuadamente el juego, y sintieron que la ortografía podría ser un juego con la palabra shogun, basado en la persistente popularidad de la miniserie Shogun.

## Lanzamiento
La versión para Neo Geo AES del juego fue lanzada para la Consola Virtual de Wii el 16 de octubre de 2007 en Japón; 30 de mayo de 2008, en Europa; y 16 de junio de 2008, en América del Norte Sin embargo, antes de que se lanzara la versión de la Consola Virtual en Norteamérica, el juego se lanzó como parte de SNK Arcade Classics Vol. 1.
Principalmente debido a la publicidad negativa que rodea el uso de la violencia en los videojuegos, el juego se editó cuando se lanzó por primera vez para AES, ya que presentaba sangre y gráficos ataques fatales que matan a los oponentes cortándolos por la mitad. Como resultado, se decidió censurar el juego para la mayoría de las plataformas cambiando la sangre de rojo a blanco y deshabilitando las animaciones de ataques fatales. Las citas de victoria también fueron censuradas y se modificaron las referencias a la muerte o la sangre.
En la versión Super NES, la sangre se volvió a colorear de naranja y se eliminaron los ataques fatales.
La versión para 3DO se lanzó por primera vez en 1994 en América del Norte, luego en Japón y Europa al año siguiente, con todos los gráficos de sangre y fatalidad intactos. Como resultado, algunos minoristas no vendieron esta edición del juego.
La censura de la versión de la consola Neo Geo fue inusual porque estaba vinculada al sistema específico. Por ejemplo, un cartucho norteamericano que se ejecuta en un Neo Geo norteamericano mostraría sudor blanco, pero el mismo cartucho, cuando se conecta a un Neo Geo japonés, ejecutaría el juego sin censura con sangre. Las modificaciones de la consola Neo Geo permitiría a los usuarios establecer la región del sistema en Japón, o jugar en modo arcade, cualquiera de los cuales haría que el juego se jugara con todas las animaciones de sangre y muerte intactas, incluso en un Consola norteamericana/PAL.

### Diferencias de versión
Además del sistema Neo Geo, el AES, Samurai Shodown fue portado a muchas otras plataformas, incluyendo Super NES, Game Boy, Mega Drive/Genesis, Game Gear, Sega CD, Sega Saturn, 3DO, FM Towns, PlayStation y PlayStation 2. Todas las versiones de cartuchos fueron manejadas por Takara, mientras que Crystal Dynamics portó la versión 3DO y Funcom se encargó de la portación de Sega CD.
Las versiones Mega Drive/Genesis y Sega CD omiten el personaje Earthquake y su escenario. Ambas versiones carecen del zoom de la cámara y la cámara está bloqueada en un zoom cercano. Esto da mejor detalle a los personajes, pero el área de lucha es más pequeña. Además, algunos ataques fueron alterados o eliminados por completo de la versión Mega Drive/Genesis del juego. El jefe final se puede jugar en el modo de dos jugadores sin el uso de un código. La versión de Mega Drive/Genesis carece de la introducción de arcade, en lugar de mostrar el texto de la versión de arcade sin gráficos ni voz de fondo. Además, falta la ilustración del personaje que se muestra después de vencer a un oponente, y faltan partes de los finales de algunos personajes. El locutor ya no dice los nombres de los personajes antes de una pelea o después de ganar una pelea. La versión en CD de Sega conserva la introducción arcade y solo le faltan partes de los finales de algunos personajes. La versión para Sega CD también incluye los ataques que fueron eliminados o alterados en la versión Mega Drive/Genesis, y la música es la misma que la versión arcade.
La versión para SNES tiene la alineación de personajes intacta pero tiene el juego alejado, lo que hace que los sprites de los personajes sean más pequeños en comparación con los otros ports. Esta versión tiene todas las etapas de la versión arcade y están menos restringidas en comparación con los puertos Mega Drive/Genesis y Sega CD. Esta versión también admite sonido Dolby Surround. La versión para SNES incluye la secuencia de introducción de arcade, aunque falta la voz que acompaña al texto, la obra de arte del personaje que se muestra después de vencer a un oponente está presente, al igual que los finales de arcade. El locutor, al igual que la versión para Sega CD, dice los nombres de los personajes antes de una pelea y después de ganar una pelea. La versión para SNES no tiene sangre, siendo reemplazada por sudor. En este port se incluye un modo exclusivo, cuenta atrás. Los jugadores también pueden usar el jefe final en el modo de dos jugadores con un código secreto.
La versión para Game Boy incluye todos los personajes, escenarios y la mayoría de los movimientos especiales, pero no tiene combos, muertes ni voces. All the music tracks are included, albeit in scaled-down form.
El port para Game Gear ofrecía solo 9 personajes de lucha para elegir (Gen-An, Galford, Haohmaru, Ukyo, Charlotte, Nakoruru, Jubei, Hanzo y Kyoshiro), mientras que la versión original (arcade de SNK) ofrecía 12.
A diferencia de la mayoría de las primeras versiones caseras del juego, la versión para 3DO incluye el zoom de la cámara, así como todos los personajes, movimientos especiales y muertes.

## Animé
Samurai Spirits: Haten Gouma no Shou en 1994, que es un largometraje; Samurai Spirits 2: Asura Zanmaden en 1999, con dos episodios y Nakoruru ~Ano hito kara no okurimono~ en 2002, un OVA de un episodio.

## Recepción

### Neo Geo
En Japón, Game Machine incluyó a Samurai Spirits en su edición del 15 de agosto de 1993 como el juego de arcade de mesa más popular en ese momento. Pasó a ser el sexto juego de arcade de 1993 con mayor recaudación de Japón. En América del Norte, RePlay informó que Samurai Shodown fue el kit de software arcade más popular durante cuatro meses en 1993, desde agosto a octubre y luego otra vez en diciembre. Play Meter lo incluyó como el tercer juego de arcade más popular de Estados Unidos en octubre de 1993. Se convirtió en uno de los cinco kits de conversión de arcade con más recaudación de Estados Unidos de 1994.
En la edición de febrero de 1994 de la revista Gamest en Japón, Samurai Shodown fue galardonado como el Mejor Juego de 1993 en el Séptimo Gran Premio Anual de Gamest, además de ser el primero en ganar en la categoría. de Mejor Juego de Lucha (Street Fighter II Dash, el anterior Juego del Año, ganó como Mejor Juego de Acción). Samurai Shodown también ocupó el primer lugar en Mejor VGM, Mejor Álbum y Mejor Dirección, y el segundo lugar en Mejores Gráficos. En la lista de Mejores Personajes, Nakoruru colocó en el Número 1, Haohmaru en el Número 6, Jubei Yagyu en el Número 8, un empate entre Ukyo Tachibana, Galford y Poppy en el Número 11, Charlotte en el Número 16 (empatada con Duck King de Fatal Fury Special), Kuroko en el Número 18, Tam Tam y Hanzo Hattori empatados en el Número 22, Gen-an Shiranui en el Número 29, y Wan-Fu empatados en el Número 45 con otros cinco personajes.
Samurai Shodown won multiple awards from Electronic Gaming Monthly in their 1993 video game awards, including Best Neo-Geo Game, Best Fighting Game, and Game of the Year. Fue galardonado como "Juego del año" en la European Computer Trade Show (ECTS) de abril de 1994.
En 1997, Electronic Gaming Monthly incluyó la versión Neo Geo AES en el puesto 99 de sus "100 mejores juegos de todos los tiempos", citando el sólido motor de lucha, el uso realista de la sangre y los movimientos fáciles de ejecutar.

### Ports
Famicom Tsūshin le dio a la versión Super Famicom un 8 sobre 10 en su Reader Cross Review. le dio a la versión Super NES un 37 sobre 50, comentando que a pesar de la falta de escalado, sigue siendo un muy buen port.
GamePro consideró que la versión para Genesis era superior a la versión para Super NES, citando la mejor escala de la versión de Genesis (ampliada frente a los gráficos reducidos de la versión para Super NES) y la configuración de control incómoda en la versión para Super NES. Sostuvieron que la versión para Game Boy era sorprendentemente buena dado el hardware, pero finalmente insatisfactoria, y concluyeron que los fanáticos incondicionales deberían pasar incluso la versión para Genesis a favor de las próximas versiones para 3DO y Sega CD. Next Generation revisó la versión para Génesis del juego, calificándola con tres estrellas de cinco, y afirmó que "los fanáticos del juego de arcade no se sentirán decepcionados con esta sólida traducción , completo con sangre y todos los variados finales del original".
Famicom Tsūshin calificó la versión para u 3DO del juego con 25 de 40. Electronic Gaming Monthly calificó la versión de 3DO con 38 de 50, llamándola "Una versión casera muy fiel del arcade fighter". Un crítico de Next Generation comentó que "La conversión 3DO es casi idéntica a la versión arcade, mucho más fiel que las versiones anteriores de SNES, Genesis y Sega CD. La carga el tiempo entre rondas es notable, pero aceptable". Le dio tres de cinco estrellas. "GamePro" elogió la jugabilidad general pero criticó la calidad de la conversión, quejándose de que la escala no es tan fluida como la versión arcade, las animaciones son más lentas, los tiempos de carga son interminablemente largos y la jugabilidad se ve afectada por una mala calidad. configuración de control, que el jugador no tiene la opción de cambiar.
GamePro nombró al port de Sega CD como el mejor juego de Sega CD en el Consumer Electronics Show de 1994. Sin embargo, su revisión final fue en gran medida mixta. Criticaron la ralentización, la falta de escalado, los tiempos de carga frecuentes y la reproducción de baja calidad de los sonidos de la versión arcade, y agregaron que el hecho de que "Samurai Shodown" fuera para entonces un juego de tres años hace que el CD de Sega Las fallas de la versión se destacan más. "Electronic Gaming Monthly" lo calificó con 30 de 40 y lo declaró "la mejor conversión del juego que convirtió a Neo Geo en el sistema elegido para los juegos de lucha". En particular, elogiaron los gráficos precisos, los tiempos de carga cortos y la facilidad para realizar movimientos especiales. En 2018, Complex calificó a Samurai Shodown en el puesto 40 en sus "Los mejores juegos de Super Nintendo de todos los tiempos". Elogiaron los gráficos, los controles del juego y dijeron que todo está en orden en el juego. En 1995, la revista Flux incluyó a Samurai Shodown en el puesto 80 de sus "100 mejores videojuegos".